# Махлин, Виталий Львович
Вита́лий Льво́вич Ма́хлин (род. 7 января 1947 года, Москва, СССР) — советский и российский философ и литературовед, специалист по истории западноевропейской и русской философии, методологии гуманитарного познания; исследователь и комментатор научного наследия М. М. Бахтина, критик и переводчик; доктор философских наук, профессор МПГУ.

## Биография
- Родился 7 января 1947 года в Москве в семье военного историка Льва Махлина, преподавателя военной академии им. М. В. Фрунзе.
- Окончил Московский государственный лингвистический университет (бывший Московский государственный педагогический институт иностранных языков им. М.Тореза) (1970).
- Работал учителем английского языка и англо-американской литературы в средней школе (1972—1989).
- Преподает на кафедре философии в Московском педагогическом государственном университете (МПГУ) — с 1989 года.

По словам, Кэрол Адлам: «Виталий Махлин — ключевая фигура в развитии бахтинистики в России».

## Наука
- Кандидат филологических наук (1985). Тема диссертации — «Формы времени и события в творчестве Эрнеста Хемингуэя» (защищена на кафедре зарубежной литературы МГУ им. М. В. Ломоносова)
- Доктор философских наук (1998). Тема диссертации — «Философская программа М. М. Бахтина и смена парадигмы в гуманитарном познании» (1997) (защищена на кафедре философии Московского педагогического государственного университета).

## Направление
Виталий Махлин разрабатывает концепцию «диалогической констелляции» исторического бытия и времени между Россией и Западом в XIX—XX вв., преимущественно на стыках и пересечениях философии с другими гуманитарными науками и с общественным сознанием.
Кроме того, Виталий Львович развивает, с опорой на Ф. Ф. Зелинского, концепцию «третьего ренессанса» — русской духовной генерации 1920-х гг., переросшей эстетико-метафизические и утопические ограничения так называемого «религиозного ренессанса» и «серебряного века» (М. М. Бахтин, А. А. Ухтомский, Г. П. Федотов, Г. В. Флоровский, М. М. Пришвин, Л. В. Пумпянский и др.) и составляющей почти ещё не востребованный герменевтический потенциал русской традиции — прежде всего в философии и в филологии.

## Переводы
- Фрэнк Д. Пространственная форма в современной литературе / пер. с англ. В. Махлина // Зарубежная эстетика и теория литературы XIX—XX вв.: Трактаты, статьи, эссе. М.: МГУ, 1987.
- Морсон Г. Бахтин и наше настоящее / пер. с англ. В. Махлина и О. Осовского // Бахтинский сборник — II. — М., 1991.
- Розеншток-Хюсси О. Arcana Revolutionis: К революционерам / Пер. с нем. и комм. В. Махлина // Диалог. Карнавал. Хронотоп. — № 2. — Витебск, 1997.
- Яусс Г.-Р. К проблеме диалогического понимания / Пер. с нем. В. Махлина // Бахтинский сборник — III. М., 1997.
- Холквист М. «Услышанная неуслышанность: Бахтин и Деррида» / Пер. с англ. В. Махлина // Бахтинский сборник — V. — М.: «Языки русской культуры», 2001.
- Эмерсон К. «Непереводимость» / Пер. с англ. В. Махлина // Бахтинский сборник — V. — М.: «Языки русской культуры», 2001.
- Шеппард Д. «Бахтин и читатель» / Пер. с англ. В. Махлина // Бахтинский сборник — V. — М.: «Языки русской культуры», 2001.
- «Бахтин в современном мире» / Пер. с англ. В. Махлина // «Бахтин: Pro et Contra». — СПб: РХГИ, 2001.
- Кассирер Э. Философия Просвещения / Пер. с нем. В. Махлина (М.: РОССПЭН, 2004)
- Керкегор С. Философские крохи / Пер. с дат. Д. А. Лунгиной под ред. В. Л. Махлина. М.: Издательство Института философии, теологии и истории св. Фомы, 2009.

## Почётные должности
- Член-корреспондент Академии гуманитарных исследований (1995).
- Ответственный редактор московского периодического издания «Бахтинский сборник».
- Член редколлегии журнала «Вопросы литературы»
- Член редколлегии С.-Петербургского издания «Проблемы бахтинологии».
- Член редколлегии международного периодического издания «Диалогизм» при «Бахтинском центре» в Великобритании (г. Шеффилд).

## Статьи
- «Невидимый миру смех». Карнавальная анатомия Нового средневековья // Бахтинский сборник — II. — М., 1991.
- Что такое диалогизм? // Диалог. Карнавал. Хронотоп. 1993. № 1(2)
- Наследие М. М. Бахтина в контексте западного постмодернизма // М. М. Бахтин как философ. M., 1992.
- Бахтин и Запад (опыт обзорной ориентации) // ВФ. 1993. № 1, 3;
- «Немецкий Кьеркегор» // Философия науки, 1995. — № 1
- Третий Ренессанс // Бахтинология: исследования, переводы, публикации. СПб., 1995;
- Из Революции выходящий: Программа // Бахтинский сб. Кн. III. М., 1997;
- История философии как философия // Современное философское образование: содержание, структура и методы преподавания философских дисциплин. Материалы межвуз. научной конференции. Иваново, 2000;
- Затекст: Эрих Ауэрбах и испытание филологии // Э.Ауэрбах. Мимесис. М.-СПб., 2000;
- Уроки обратного перевода // А. В. Михайлов. Историческая поэтика и герменевтика. М., 2001;
- Невельская школа. Круг Бахтина [Текст] // М. М. Бахтин: pro et contra. — СПб., 2001
- В зеркале неабсолютного сочувствия // М. М. Бахтин: pro et contra. — СПб., 2001
- Философия против философии // Личность—теория познания—культура. М., 2001.
- Незаслуженный собеседник (I—II) (Опыт исторической ориентации) // Бахтинский сборник — V. — М.: Языки славянской культуры, 2004.
- Без кавычек: [Об изучении наследия Бахтина] // Вопросы литературы. — 2005. — № 1.
- Возраст речи: подступы к явлению Аверинцева // Вопросы литературы. — 2006. — N 3.

## Книги
- Махлин В.Л. М. М. Бахтин: философия поступка (М.: «Знание», 1990)
- Махлин В. Л., Махов А. Е., Пешков И. В. Риторика поступка М. Бахтина: воспоминания о будущем или предсказания прошедшего? (М.: «Знание, 1991»)
- Махлин В. Л. «Я и Другой: К истории диалогического принципа в философии XX в.» (М.: «Лабиринт», 1997)
- Махлин В. Л. Второе сознание: подступы к гуманитарной эпистемологии (М., 2009)
- Бахтин М. М. Из серии «Философия России второй половины XX века». — Под ред. В. Л. Махлина (М.: РОССПЭН, 2010)